# DDR-Oberliga 1970/71 (Badminton)
Die DDR-Oberliga im Badminton war in der Saison 1970/71 die höchste Mannschaftsspielklasse der in der DDR Federball genannten Sportart. Es war die zwölfte Austragung dieser Mannschaftsmeisterschaft.

## Ergebnisse
Aktivist Tröbitz – DHfK Leipzig 10:1
17. Oktober 1970 Tröbitz
1. MX: Joachim Schimpke / Rita Gerschner – Volker Herbst / Beate Herbst 17:16 9:15 15:10
2. MX: Gottfried Seemann / Monika Thiere – Gerd Pigola / Christel Sommer 15:11 15:6
1. HD: Klaus Katzor / Roland Riese – Gerd Pigola / Volker Herbst 15:4 13:15 17:14
2. HD: Gottfried Seemann / Erich Wilde – Gerd Hachmeister / Bernd Hachmeister 15:9 15:7
1. HE: Klaus Katzor – Volker Herbst 15:11 15:7
2. HE: Joachim Schimpke – Gerd Pigola 15:9 15:5
3. HE: Roland Riese – Gerd Hachmeister 15:4 15:6
4. HE: Gottfried Seemann – Bernd Hachmeister 15:5 15:0
1. DE: Monika Thiere – Beate Herbst 11:2 11:6
2. DE: Rita Gerschner – Christel Sommer 9:11 6:11
1. DD: Rita Gerschner / Monika Thiere – Beate Herbst / Christel Sommer 15:10 15:10
Aktivist Tröbitz – TSG Fürstenwalde 11:0
24. Oktober 1970 Tröbitz
1. MX: Klaus Katzor / Monika Thiere – Harald Lehniger / Heidemarie Apitz 15:1 15:4
2. MX: Gottfried Seemann / Angelika Seifert – Eberhard Türschmann / Regina Ladsick 17:14 15:5
1. HD: Klaus Katzor / Roland Riese – Harald Lehniger / Eberhard Türschmann 15:5 15:2
2. HD: Gottfried Seemann / Erich Wilde – Klaus Runge / Detlef Kleefeld 15:3 15:2
1. HE: Klaus Katzor – Harald Lehniger 15:4 15:7
2. HE: Roland Riese – Klaus Runge 15:2 15:1
3. HE: Gottfried Seemann – Eberhard Türschmann 15:3 15:2
4. HE: Klaus-Peter Färber – Detlef Kleefeld 15:0 15:2
1. DE: Monika Thiere – Regina Ladsick 11:0 11:3
2. DE: Angelika Seifert – Heidemarie Apitz 7:11 11:3 11:9
1. DD: Angelika Seifert / Monika Thiere – Regina Ladsick / Heidemarie Apitz 15:9 14:17 15:9
Aktivist Tröbitz – EBT Berlin 11:0
25. Oktober 1970 Tröbitz
1. MX: Klaus Katzor / Rita Gerschner – Lothar Diehr / Gudrun Abraham 15:0 15:3
2. MX: Gottfried Seemann / Monika Thiere – Hans Abraham / Christel Kopatz 15:2 15:8
1. HD: Klaus Katzor / Roland Riese – Wolfgang Bartz / Hans Abraham 15:10 15:11
2. HD: Gottfried Seemann / Erich Wilde – Lothar Diehr / Gerd Migdal 15:1 15:2
1. HE: Klaus Katzor – Wolfgang Bartz 15:2 15:4
2. HE: Roland Riese – Lothar Diehr 15:7 15:5
3. HE: Gottfried Seemann – Gerd Migdal 15:10 15:2
4. HE: Klaus-Peter Färber – Hans Abraham 15:6 15:4
1. DE: Monika Thiere – Christel Kopatz 11:0 11:0
2. DE: Rita Gerschner – Gudrun Abraham 11:5 11:4
1. DD: Rita Gerschner / Monika Thiere – Christel Kopatz / Gudrun Abraham 15:3 15:2
Aktivist Tröbitz – Wismut Karl-Marx-Stadt 9:2
1. November 1970 Karl-Marx-Stadt
1. MX: Joachim Schimpke / Rita Gerschner – Harald Richter / Annemarie Richter 15:8 8:15 11:15
2. MX: Gottfried Seemann / Monika Thiere – Peter Richter / Bettina Böhme 15:1 15:5
1. HD: Joachim Schimpke / Gottfried Seemann – Harald Richter / Peter Richter 15:3 15:2
2. HD: Roland Riese / Klaus-Peter Färber – Rainer Haase / Bernd Böhme 15:3 15:5
1. HE: Joachim Schimpke – Harald Richter 15:6 15:8
2. HE: Roland Riese – Peter Richter 12:15 15:10 15:5
3. HE: Gottfried Seemann – Rainer Haase 15:9 15:10
4. HE: Klaus-Peter Färber – Bernd Böhme 15:3 9:15 15:17
1. DE: Monika Thiere – Annemarie Richter 11:4 11:5
2. DE: Rita Gerschner – Bettina Böhme 12:11 11:3
1. DD: Rita Gerschner / Monika Thiere – Annemarie Richter / Bettina Böhme 11:15 15:4 15:6
Aktivist Tröbitz – Einheit Greifswald 8:3
8. November  1970 Greifswald
1. MX: Klaus Katzor / Rita Gerschner – Edgar Michalowski / Angela Cassens 10:15 15:11 15:7
2. MX: Joachim Schimpke / Monika Thiere – Erfried Michalowsky / Christine Zierath 15:10 9:15 15:9
1. HD: Klaus Katzor / Roland Riese – Erfried Michalowsky / Edgar Michalowski 8:15 15:10 18:14
2. HD: Gottfried Seemann / Joachim Schimpke – Klaus Müller / Hubert Wagner 15:8 15:12
1. HE: Klaus Katzor – Edgar Michalowski 16:18 15:11 14:18
2. HE: Joachim Schimpke – Erfried Michalowsky 15:9 15:9
3. HE: Roland Riese – Klaus Müller 9:15 9:15
4. HE: Gottfried Seemann – Hubert Wagner 15:8 15:3
1. DE: Monika Thiere – Christine Zierath 11:0 11:0
2. DE: Rita Gerschner – Angela Cassens 10:12 6:11
1. DD: Rita Gerschner / Monika Thiere – Christine Zierath / Angela Cassens 15:6 15:6
Aktivist Tröbitz – Wismut Karl-Marx-Stadt 11:0
14. November  1970 Tröbitz
1. MX: Klaus Katzor / Rita Gerschner – Peter Richter  / Annemarie Richter 12:15 15:1 18:16
2. MX: Joachim Schimpke / Monika Thiere – Rainer Haase / Bettina Böhme 15:0 15:1
1. HD: Klaus Katzor / Erich Wilde – Peter Richter / Dieter Theiner 15:4 15:3
2. HD: Joachim Schimpke / Klaus-Peter Färber – Rainer Haase / Bernd Böhme 15:8 15:8
1. HE: Klaus Katzor – Peter Richter 15:5 15:0
2. HE: Joachim Schimpke – Rainer Haase 15:11 15:0
3. HE: Erich Wilde – Bernd Böhme 15:5 15:3
4. HE: Klaus-Peter Färber – Dieter Theiner 15:6 10:15 15:11
1. DE: Monika Thiere – Annemarie Richter 11:9 7:11 11:1
2. DE: Rita Gerschner – Gisela Kunath 11:1 11:8
1. DD: Rita Gerschner / Monika Thiere – Annemarie Richter / Bettina Böhme 15:6 15:6
Aktivist Tröbitz – Motor Zittau 10:1
15. November  1970 Tröbitz
1. MX: Klaus Katzor / Rita Gerschner – Helmut Küpper / Andrea Reichel 15:7 15:9
2. MX: Joachim Schimpke / Monika Thiere – Horst Hensel / Brigitte Plaxin 15:1 15:12
1. HD: Klaus Katzor / Erich Wilde – Helmut Küpper / Gottlieb Plaxin 15:1 15:4
2. HD: Klaus-Peter Färber / Joachim Schimpke – Horst Hensel / Rainer Ullrich 17:15 15:1
1. HE: Klaus Katzor – Helmut Küpper 15:3 15:5
2. HE: Joachim Schimpke – Horst Hensel 15:4 15:6
3. HE: Erich Wilde – Rainer Ullrich 11:15 15:5 8:15
4. HE: Klaus-Peter Färber – Gottlieb Plaxin 15:13 15:10
1. DE: Monika Thiere – Andrea Reichel 11:8 11:3
2. DE: Rita Gerschner – Brigitte Plaxin 11:3 11:8
1. DD: Rita Gerschner / Monika Thiere – Andrea Reichel / Brigitte Plaxin 15:8 15:8
Aktivist Tröbitz – Motor Zittau 11:0
5. Dezember 1970 Mittelherwigsdorf
1. MX: Joachim Schimpke / Rita Gerschner – Horst Hensel / Brigitte Plaxin 15:10 11:15 18:13
2. MX: Roland Riese / Monika Thiere – Rainer Ullrich / Andrea Reichel 15:12 15:7
1. HD: Joachim Schimpke / Gottfried Seemann – Horst Hensel / Rainer Ullrich 15:4 15:1
2. HD: Roland Riese / Klaus-Peter Färber – Gottlieb Plaxin / Märkisch 15:1 15:3
1. HE: Joachim Schimpke – Horst Hensel 15:9 15:10
2. HE: Roland Riese – Rainer Ullrich 10:15 15:3 15:12
3. HE: Gottfried Seemann – Gottlieb Plaxin 15:3 15:2
4. HE: Klaus-Peter Färber – Märkisch 15:1 15:0
1. DE: Monika Thiere – Andrea Reichel 11:8 11:4
2. DE: Rita Gerschner – Brigitte Plaxin 11:12 11:2 11:7
1. DD: Rita Gerschner / Monika Thiere – Brigitte Plaxin / Andrea Reichel 15:5 15:7
Aktivist Tröbitz – SG Gittersee 10:1
6. Dezember  1970 Gittersee
1. MX: Joachim Schimpke / Rita Gerschner – Eberhard Hübner / Marina Göpfert 17:14 17:14
2. MX: Roland Riese / Monika Thiere – Peter Uhlig / Ursula Schichan 15:0 15:1
1. HD: Joachim Schimpke / Gottfried Seemann – Eberhard Hübner / Peter Uhlig 16:17 15:12 15:9
2. HD: Roland Riese / Klaus-Peter Färber – Jürgen Schulz / Bernd Behrens 16:17 15:3 15:12
1. HE: Joachim Schimpke – Eberhard Hübner 15:5 15:2
2. HE: Roland Riese – Jürgen Schulz 18:14 15:10
3. HE: Gottfried Seemann – Peter Uhlig 15:10 15:12
4. HE: Klaus-Peter Färber – Bernd Behrens 5:15 6:15
1. DE: Monika Thiere – Marina Göpfert 11:8 11:9
2. DE: Rita Gerschner – Ursula Schichan 11:0 11:5
1. DD: Rita Gerschner / Monika Thiere – Marina Göpfert / Ursula Schichan 15:7 15:6
Aktivist Tröbitz – DHfK Leipzig 10:1
13. Dezember  1970 Leipzig
1. MX: Joachim Schimpke / Monika Thiere – Beate Herbst / Volker Herbst 15:0 15:4
2. MX: Gottfried Seemann / Rita Gerschner – Gerd Pigola / Christel Sommer 17:14 15:0
1. HD: Klaus Katzor / Roland Riese – Volker Herbst / Gerd Pigola 15:5 11:15 18:17
2. HD: Gottfried Seemann / Joachim Schimpke – Bernd Hachmeister / Gerd Hachmeister 15:3 15:7
1. HE: Klaus Katzor – Volker Herbst 13:15 7:15
2. HE: Joachim Schimpke – Gerd Pigola 10:15 15:7 15:9
3. HE: Roland Riese – Gerd Hachmeister 15:1 15:4
4. HE: Klaus-Peter Färber – Bernd Hachmeister 15:4 17:15
1. DE: Monika Thiere – Beate Herbst 11:4 11:9
2. DE: Rita Gerschner – Christel Sommer 11:5 11:5
1. DD: Rita Gerschner / Monika Thiere – Beate Herbst / Christel Sommer 8:15 15:10 17:14
Aktivist Tröbitz – EBT Berlin 9:2
19. Dezember  1970 Berlin
1. MX: Joachim Schimpke / Rita Gerschner – Lothar Diehr / Gudrun Abraham 10:15 15:11 15:9
2. MX: Roland Riese / Monika Thiere – Gerd Migdal / Christel Kopatz 15:5 15:9
1. HD: Gottfried Seemann / Joachim Schimpke – Wolfgang Bartz / Hans Abraham 11:15 15:7 18:16
2. HD: Roland Riese / Werner Michael – Lothar Diehr / Gerd Migdal 17:14 7:15 5:15
1. HE: Joachim Schimpke – Wolfgang Bartz 15:9 15:0
2. HE: Roland Riese – Lothar Diehr 15:9 15:2
3. HE: Gottfried Seemann – Gerd Migdal 15:10 15:1
4. HE: Werner Michael – Hans Abraham 5:15 4:15
1. DE: Monika Thiere – Christel Kopatz 11:4 11:1
2. DE: Rita Gerschner – Gudrun Abraham 11:2 11:5
1. DD: Rita Gerschner / Monika Thiere – Christel Kopatz / Gudrun Abraham 15:10 15:2
Aktivist Tröbitz – TSG Fürstenwalde 11:0
20. Dezember  1970 Fürstenwalde
1. MX: Joachim Schimpke / Rita Gerschner – Harald Lehniger / Monika Freese 15:5 15:2
2. MX: Roland Riese / Monika Thiere – Eberhard Türschmann / Regina Ladsick 15:10 15:5
1. HD: Gottfried Seemann / Joachim Schimpke – Harald Lehniger / Eberhard Türschmann 11:15 15:2 15:11
2. HD: Roland Riese / Werner Michael – Manfred Hübner / Eberhard Hübner 15:10 15:8
1. HE: Joachim Schimpke – Harald Lehniger 15:12 15:9
2. HE: Roland Riese – Klaus Runge 15:4 15:0
3. HE: Gottfried Seemann – Eberhard Türschmann 15:5 15:2
4. HE: Werner Michael – Eberhard Hübner 15:2 15:12
1. DE: Monika Thiere – Regina Ladsick 11:2 11:3
2. DE: Rita Gerschner – Monika Freese 11:0 11:0
1. DD: Rita Gerschner / Monika Thiere – Regina Ladsick / Monika Freese 15:3 15:5
Aktivist Tröbitz – SG Gittersee 11:0
2. Januar 1971 Tröbitz
1. MX: Roland Riese / Monika Thiere – Eberhard Hübner / Marina Göpfert 15:10 15:12
2. MX: Gottfried Seemann / Rita Gerschner – Peter Uhlig / Jutta Tietze 15:4 15:6
1. HD: Klaus Katzor / Roland Riese – Eberhard Hübner / Peter Uhlig 15:2 15:9
2. HD: Gottfried Seemann / Harry Deinert – Claus Kattner / Bernd Behrens 15:4 15:11
1. HE: Klaus Katzor – Eberhard Hübner 15:2 15:1
2. HE: Roland Riese – Peter Uhlig 15:9 15:1
3. HE: Gottfried Seemann – Claus Kattner 15:4 15:6
4. HE: Harry Deinert – Bernd Behrens 15:11 15:7
1. DE: Monika Thiere – Jutta Tietze 11:4 11:3
2. DE: Rita Gerschner – Marina Göpfert 11:4 11:2
1. DD: Rita Gerschner / Monika Thiere – Jutta Tietze / Marina Göpfert 15:5 15:3
Aktivist Tröbitz – Einheit Greifswald 9:2
3. Januar  1971 Tröbitz
1. MX: Joachim Schimpke / Monika Thiere – Edgar Michalowski / Angela Cassens 15:12 5:15 15:12
2. MX: Gottfried Seemann / Rita Gerschner – Erfried Michalowsky / Christine Zierath 8:15 15:12 15:7
1. HD: Klaus Katzor / Roland Riese – Erfried Michalowsky / Edgar Michalowski 8:15 15:9 15:11
2. HD: Gottfried Seemann / Erich Wilde – Klaus Müller / Hans-Peter Bösel 15:7 6:15 17:16
1. HE: Klaus Katzor – Edgar Michalowski 15:8 15:5
2. HE: Joachim Schimpke – Erfried Michalowsky 11:15 8:15
3. HE: Roland Riese – Klaus Müller 15:1 18:16
4. HE: Gottfried Seemann – Hans-Peter Bösel 15:10 15:3
1. DE: Monika Thiere – Christine Zierath 12:9 1:11 11:7
2. DE: Rita Gerschner – Angela Cassens 5:11 5:11
1. DD: Rita Gerschner / Monika Thiere – Angela Cassens / Christine Zierath 15:6 15:7

## Endstand
| Platz | Mannschaft |
| ----- | --- |
| 1.    | Aktivist Tröbitz (Gottfried Seemann, Werner Michael, Joachim Schimpke, Erich Wilde, Harry Deinert, Klaus-Peter Färber, Roland Riese, Klaus Katzor, Angelika Seifert, Monika Thiere, Rita Gerschner) |
| 2.    | Einheit Greifswald (Edgar Michalowski, Erfried Michalowsky, Klaus Müller, Hubert Wagner, Hans-Peter Bösel, Dieter Spaller, Lothar Michalowsky, Christine Zierath, Angela Cassens, Spörke)           |
| 3.    | HSG DHfK Leipzig (Gerd Pigola, Volker Herbst, Gerd Hachmeister, Bernd Hachmeister, Christel Sommer, Beate Herbst, Dagmar Pigola)                                                                    |
| 4.    | EBT Berlin (Wolfgang Bartz, Lothar Diehr, Hans Abraham, Gerd Migdal, Christel Kopatz, Gudrun Abraham)                                                                                               |
| 5.    | Wismut Karl-Marx-Stadt (Peter Richter, Harald Richter, Dieter Theiner, Rainer Haase, Bernd Böhme, Annemarie Richter, Bettina Böhme, Gisela Kunath)                                                  |
| 6.    | SG Gittersee (Eberhard Hübner, Peter Uhlig, Jürgen Schulz, Claus Kattner, Bernd Behrens, Jutta Tietze, Marina Göpfert, Ursula Schichan)                                                             |
| 7.    | Motor Zittau (Horst Hensel, Helmut Küpper, Rainer Ullrich, Gottlieb Plaxin, Märkisch, Brigitte Plaxin, Andrea Reichel)                                                                              |
| 8.    | TSG Fürstenwalde (Harald Lehniger, Eberhard Türschmann, Manfred Hübner, Eberhard Hübner, Detlef Kleefeld, Klaus Runge, Regina Ladsick, Monika Freese, Heidemarie Apitz)                             |